# Pugilato ai Giochi della X Olimpiade - Pesi piuma
La competizione della categoria pesi piuma (fino a 57,1 kg) di pugilato ai Giochi della X Olimpiade si è svolta dal 9 al 13 agosto 1932 al Grand Olympic Auditorium di Los Angeles.

## Classifica finale
| Pos.    | Atleta             | Nazione     |
| ------- | ------------------ | ----------- |
| Oro     | Carmelo Robledo    | Argentina   |
| Argento | Josef Schleinkofer | Germania    |
| Bronzo  | Allan Carlsson     | Svezia      |
| 4       | Gaspare Alessandri | Italia      |
| 5       | Johnny Keller      | Canada      |
| 5       | Henri Walter       | Francia     |
| 5       | Ernie Smith        | Irlanda     |
| 5       | Johnny Hines       | Stati Uniti |
| 9       | Katsuo Kameoka     | Giappone    |
| 9       | Miguel Araico      | Messico     |

## Incontri
|  | Primo Turno 9 agosto | Primo Turno 9 agosto | Primo Turno 9 agosto |  |  | Quarti di Finale 10 agosto | Quarti di Finale 10 agosto | Quarti di Finale 10 agosto |         |                    | Semifinale 11 agosto | Semifinale 11 agosto | Semifinale 11 agosto |         |                | Finale 13 agosto | Finale 13 agosto | Finale 13 agosto |
|  |                      |                      |                      |  |  |                            |                            |                            |         |                    |                      |                      |                      |         |                |                  |                  |                  |
|  |                      |                      |                      |  |  |                            |                            |                            |         |                    |                      |                      |                      |         |                |                  |                  |                  |
|  |                      |                      |                      |  |  | Carmelo Robledo            | Carmelo Robledo            | P                          |         |                    |                      |                      |                      |         |                |                  |                  |                  |
|  |                      |                      |                      |  |  | Ernie Smith                |                            |                            |         |                    |                      |                      |                      |         |                |                  |                  |                  |
|  |                      |                      |                      |  |  |                            |                            |                            |         | Carmelo Robledo    | Carmelo Robledo      | P                    |                      |         |                |                  |                  |                  |
|  | Allan Carlsson       | Allan Carlsson       | P                    |  |  |                            | Allan Carlsson             | Allan Carlsson             |         |                    |                      |                      |                      |         |                |                  |                  |                  |
|  | Katsuo Kameoka       | Katsuo Kameoka       |                      |  |  | Allan Carlsson             | Allan Carlsson             | P                          |         |                    |                      |                      |                      |         |                |                  |                  |                  |
|  | Johnny Hines         | Johnny Hines         | P                    |  |  | Johnny Hines               | Johnny Hines               |                            |         |                    |                      |                      |                      |         |                |                  |                  |                  |
|  | Miguel Araico        | Miguel Araico        |                      |  |  |                            |                            |                            |         |                    | Carmelo Robledo      | Carmelo Robledo      | P                    |         |                |                  |                  |                  |
|  |                      |                      |                      |  |  |                            | Josef Schleinkofer         | Josef Schleinkofer         | Argento |                    |                      |                      |                      |         |                |                  |                  |                  |
|  |                      |                      |                      |  |  | Josef Schleinkofer         | Josef Schleinkofer         | P                          |         |                    |                      |                      |                      |         |                |                  |                  |                  |
|  |                      |                      |                      |  |  | Johnny Keller              |                            |                            |         |                    |                      |                      |                      |         |                |                  |                  |                  |
|  |                      |                      |                      |  |  |                            |                            |                            |         | Josef Schleinkofer | Josef Schleinkofer   | P                    |                      | 3 posto | 3 posto        | 3 posto          |                  |                  |
|  |                      |                      |                      |  |  |                            | Gaspare Alessandri         |                            |         |                    |                      |                      |                      |         |                |                  |                  |                  |
|  |                      |                      |                      |  |  | Gaspare Alessandri         | Gaspare Alessandri         | P                          |         |                    |                      |                      |                      |         | Allan Carlsson | Allan Carlsson   | P                |                  |
|  |                      |                      |                      |  |  | Henri Walter               | Henri Walter               |                            |         | Gaspare Alessandri | Gaspare Alessandri   |                      |                      |         |                |                  |                  |                  |
|  |                      |                      |                      |  |  |                            |                            |                            |         |                    |                      |                      |                      |         |                |                  |                  |                  |